# Чемпионат Беларуси по русским шашкам среди женщин
Чемпионат Белоруссии по русским шашкам среди женщин — ежегодный турнир по шашкам. С 1932 по 1991 годы проводился под названием Чемпионат Белорусской ССР.

## Призёры
| Год  | 1                              | 2                          | 3                       |
| ---- | ------------------------------ | -------------------------- | ----------------------- |
| 1934 | Бронислава Баскина             | Белкина                    | Гимельштейн             |
| 1935 | Н. Ловецкая                    |                            |                         |
| 1936 | Бронислава Баскина             | Мария Ярошенок             | Заливанская             |
| 1937 | Мария Ярошенок                 |                            | Бронислава Баскина      |
| 1940 | Мария Ярошенок                 |                            |                         |
| 1949 | Бэлла Шерешевская              |                            |                         |
| 1950 | Е. Волошина                    |                            |                         |
| 1952 | Бронислава Баскина             | Евгения Курова             | Е. Волошина             |
| 1954 | Бронислава Баскина             |                            |                         |
| 1955 | Е. Волошина                    |                            | Бронислава Баскина      |
| 1956 | Евгения Курова                 |                            |                         |
| 1957 | Татьяна Коган                  |                            |                         |
| 1958 | Евгения Курова Татьяна Коган   |                            |                         |
| 1959 | Мара Раскина                   |                            |                         |
| 1960 | Лилия Лесина                   | Е. Волошина Татьяна Коган  |                         |
| 1961 | Валентина Ковзан               |                            |                         |
| 1962 | Лилия Лесина                   | Валентина Ковзан           | Елена Соркина           |
| 1963 | Лилия Лесина                   | Л. Щигельская В. Крискевич | ---------               |
| 1964 | Анна Хапалюк                   |                            |                         |
| 1965 | Елена Соркина                  |                            |                         |
| 1966 | Елена Соркина                  |                            |                         |
| 1967 | Анна Хапалюк                   |                            |                         |
| 1968 | Анна Хапалюк                   |                            |                         |
| 1969 | Елена Соркина                  |                            |                         |
| 1970 | Елена Соркина                  |                            |                         |
| 1971 | Елена Соркина                  |                            |                         |
| 1972 | Людмила Ильина                 |                            |                         |
| 1973 | Людмила Ильина                 |                            |                         |
| 1974 | Людмила Ильина                 | Елена Соркина              | О. Шиянок               |
| 1975 | Валентина Ковзан               |                            |                         |
| 1976 | Зинаида Белкина                | Елена Соркина              | Ольга Герловская        |
| 1977 | Зинаида Белкина                |                            |                         |
| 1978 | Елена Соркина                  |                            |                         |
| 1979 | Елена Соркина                  | Валентина Ковзан           | Мария Личко             |
| 1980 | Елена Соркина                  | Мария Личко                | Н. Гришаева             |
| 1981 | Елена Соркина                  |                            |                         |
| 1982 | Елена Соркина                  |                            |                         |
| 1983 | Зинаида Белкина                |                            |                         |
| 1984 | Зинаида Белкина                |                            |                         |
| 1985 | Н. Гришаева                    |                            |                         |
| 1986 | Елена Соркина                  |                            |                         |
| 1987 | Елена Соркина                  |                            |                         |
| 1988 | Елена Соркина                  | Зинаида Белкина            | Антонина Захарова       |
| 1989 | Антонина Захарова              |                            |                         |
| 1990 | Зинаида Александрова (Белкина) | Ольга Гулидова             | Антонина Захарова       |
| 1991 | Антонина Захарова              |                            |                         |
| 1992 | Антонина Захарова              |                            |                         |
| 1993 | Антонина Захарова              |                            |                         |
| 1994 | Антонина Захарова              |                            |                         |
| 1995 | Ольга Гулидова                 |                            |                         |
| 1996 | Ольга Гулидова                 |                            |                         |
| 1997 | Марина Печень                  |                            |                         |
| 1998 | Мария Личко                    |                            |                         |
| 1999 | Ольга Гулидова                 |                            |                         |
| 2000 | Марина Печень                  |                            |                         |
| 2001 |                                |                            |                         |
| 2002 | Светлана Гилевская             |                            |                         |
| 2003 | Марина Розаева (Марина Печень) |                            |                         |
| 2004 |                                |                            |                         |
| 2005 | Марина Розаева                 | Анастасия Стасючёнок       | Дарья Федорович         |
| 2006 |                                |                            |                         |
| 2007 | Дарья Федорович                | Марина Новицкая            | Екатерина Шпакова       |
| 2008 | Дарья Федорович                | Марина Новицкая            | Екатерина Шпакова       |
| 2009 | Марина Новицкая                | Дарья Федорович            | Екатерина Шпакова       |
| 2010 | Анастасия Барышева             | Вера Хващинская            | Марина Новицкая         |
| 2011 | Вера Хващинская                | Анастасия Барышева         | Елена Кириллова         |
| 2012 | Анастасия Барышева             | Вера Хващинская            | Елена Кириллова         |
| 2013 | Вера Хващинская                | Дарья Федорович            | Анастасия Стасючёнок    |
| 2014 | Вера Хващинская                | Дарья Федорович            | Эмма Макаревич (Саврас) |
| 2015 | Вера Хващинская                | Анастасия Барышева         | Александра Спирина      |
| 2016 | Вера Хващинская                | Дарья Федорович            | Яна Якубович            |
| 2017 | Дарья Федорович                | Анастасия Барышева         | Яна Якубович            |
| 2018 | Вера Хващинская                | Анастасия Барышева         | Дарья Федорович         |
| 2019 | Вера Хващинская                | Яна Якубович               | Виктория Николаева      |
| 2020 | Яна Якубович                   | Эмма Макаревич (Саврас)    | Виктория Николаева      |
| 2021 | Вера Хващинская                | Полина Петрусёва           | Дарья Федорович         |
| 2022 | Вера Хващинская                | Эмма Саврас                | Виктория Николаева      |
| 2023 | Виктория Николаева             | Вера Хващинская            | Дарья Никифорова        |
| 2024 | Эмма Саврас                    | Виктория Николаева         | Дарья Никифорова        |
| 2025 | Виктория Николаева             | Евгения Швед               | Полина Петрусёва        |